# 楽天投信投資顧問
楽天投信投資顧問株式会社（らくてんとうしんとうしこもん、英語: Rakuten Investment Management, Inc.）は楽天証券ホールディングス傘下（楽天グループ）の日本の運用会社。投資信託協会、日本証券投資顧問業協会会員。

## 概要
上場投資信託（ETF）の「楽天ETF」シリーズ、バンガード・グループの運用するETFを活用した「楽天・バンガード・ファンド」シリーズなどのラインナップがある。直販は行っておらず、同じ楽天グループの楽天証券などのネット証券を中心に取り扱われている。

## 沿革
2006年12月、楽天投信株式会社として設立される。2008年よりファンドの運営を開始。2009年4月、同じ楽天グループの株式会社ポーラスター投資顧問を吸収合併して、楽天投信投資顧問株式会社に商号を変更した。
2019年4月、楽天グループ系列企業の再編に伴って、楽天カードの子会社となった。
2022年10月、楽天グループの証券事業再編に伴って、新たに設立された楽天証券ホールディングスの子会社となった。